# RAVY (Rencontres d'arts visuels de Yaoundé)
Les Rencontres d'Arts Visuels de Yaoundé (RAVY) est un festival international d'arts visuels biennal qui se déroule à Yaoundé, la capitale du Cameroun. L'événement a été initié en 2008 par Serge Olivier Fokoua et Mbassi Landry, à la suite d'une collaboration entre l'artiste français Jean Voguet et Olivier Fokoua au Crane Lab. Le festival a pour objectif de promouvoir diverses formes d'expressions artistiques en utilisant différents espaces et champs esthétiques, cherchant ainsi à rendre l'art plus accessible au public.

## Historique et éditions

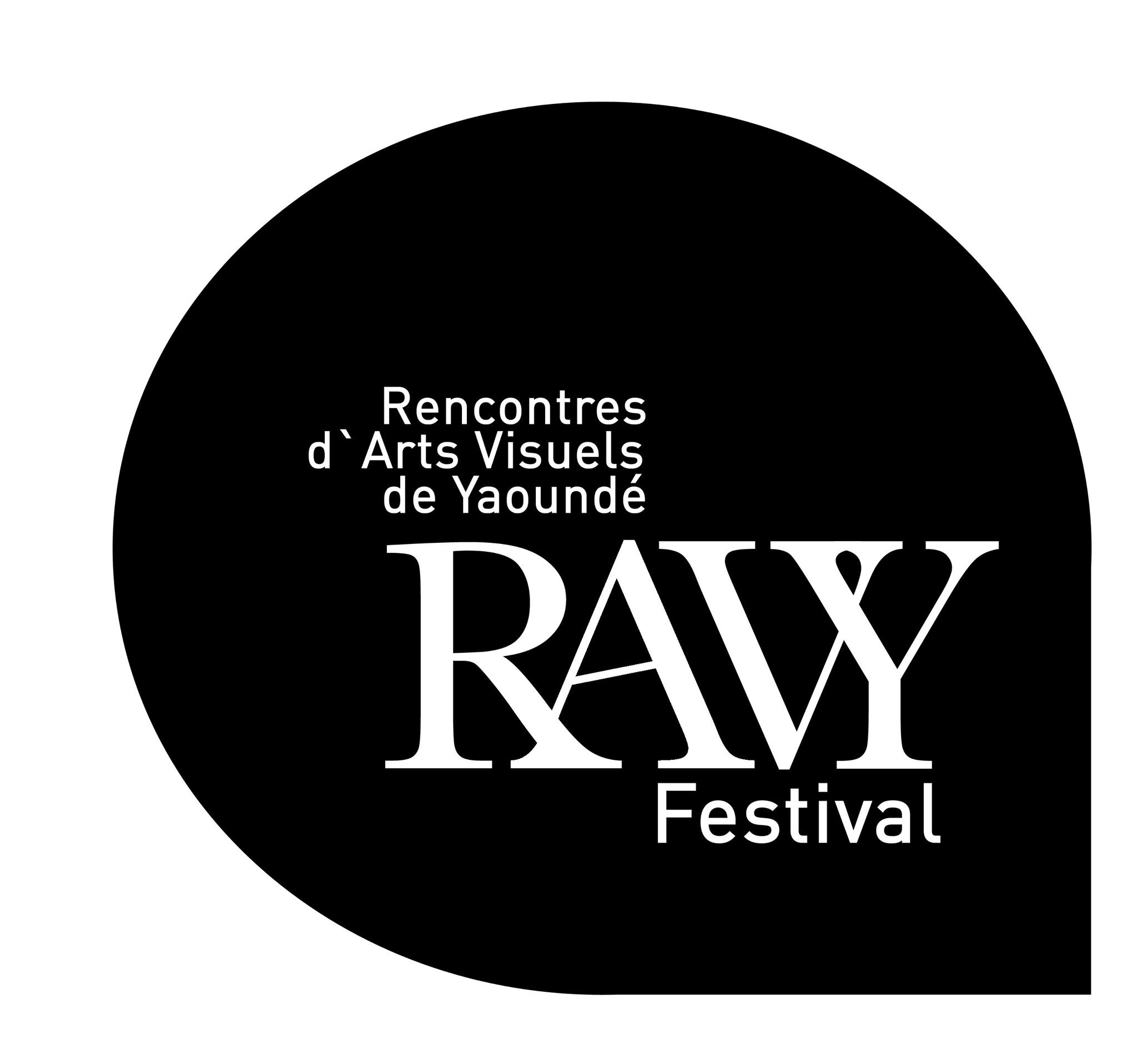

La première édition s'est tenue en avril 2008. Depuis, le festival accueille des artistes du monde entier tout en mettant en avant des artistes locaux. La 5e édition en 2016 s'est déroulée du 15 au 31 juillet sur le thème "Contemporalités".
La 6e édition en 2018 a exploré des problématiques urbaines, rendant hommage à l'évolution des villes africaines, sous le thème Urbanitudes en invitant des artistes tels que Fred Ebami ou encore Nathalie Anguezomo Mba Bikoro à intervenir dans ce cadre.
Le festival propose pendant une semaine des interventions artistiques dans des lieux publics, galeries, et espaces culturels de Yaoundé. Le programme inclut des expositions, ateliers, performances, et installations. Des artistes internationaux renommés participent aux RAVY, aux côtés d'artistes camerounais, tels que Salifou Lindou, Joseph Francis Sumegne, Boris Nzebo, Jean David Nkot, et Ginette Daleu ou encore les performeurs Christian Etongo ou Zora Snake.

## Objectifs et impact
Les RAVY visent à populariser l'art contemporain en le rendant accessible dans l'espace public. Le festival valorise la création artistique locale et tisse des liens entre artistes camerounais et internationaux. Les RAVY dynamisent la scène artistique de Yaoundé et font rayonner la création contemporaine camerounaise au-delà des frontières.